# Convenienze
Convenienze  (traduction italienne de convenance) étaient les règles relatives au classement des chanteurs (primo, secondo, comprimario) dans l'opéra italien du XIXe siècle et au nombre de scènes, d'airs, etc. qu'ils étaient en droit d'attendre. 
Les convenienze sont mentionnés dans l'opéra de Donizetti Le convenienze ed inconvenienze teatrali .

## Sources
- Warrack, John et West, Ewan (1992), The Oxford Dictionary of Opera, 782 pages,  (ISBN 0-19-869164-5)